# 두만선우

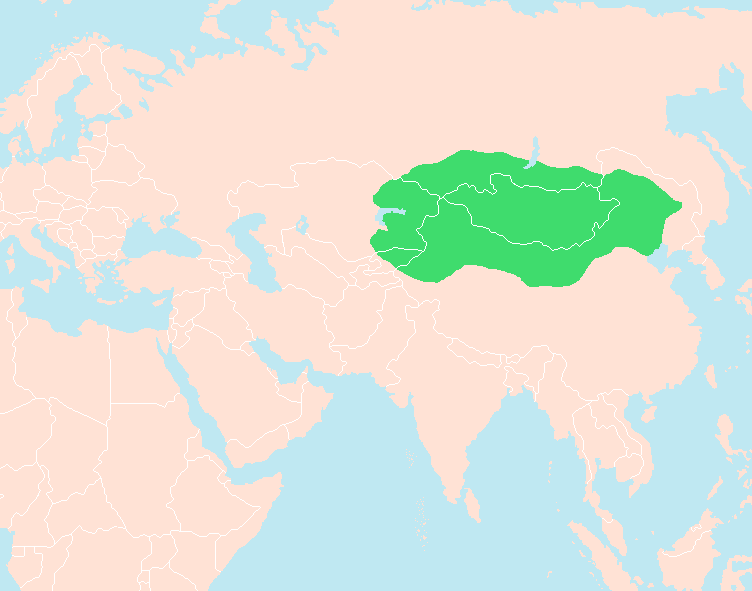

두만 선우(중국어 간체자: 头曼单于, 정체자: 頭曼單于, 튀르키예어: Tumen, Teoman, ? ~ 기원전 209년, 재위: 기원전 220년 경 ~ 기원전 209년)는 흉노의 선우로서 역사에 첫 등장한 사람이다. 그의 이름은 몽골어나 투르크어의 투멘(만인장)과 관련이 있다.

## 생애
진나라의 진시황은 만리장성을 쌓고, 몽염에 북방 수비를 맡겨 흉노에 대비하게 하였다. 이후 진시황이 죽고, 몽염도 권력다툼의 와중에서 죽게 되자, 흉노의 지도자 두만 선우는 오르도스 지역을 회복하고 다시 이 일대를 누비게 된다.
그의 맏아들은 묵돌이었는데, 이때 두만에게는 후궁이 낳은 어린 아들이 따로 있었다. 두만은 묵돌 대신에 이 아들에게 뒤를 잇게 하기 위해 묵돌을 월지에 인질로 보낸 후, 월지와 전쟁을 일으켰다. 하지만 묵돌은 월지에게 살해당하지 않았고, 오히려 월지의 명마를 훔쳐 흉노로 도망쳐 왔다. 이에 두만은 묵돌에게 태자에게 주게 되어 있는 좌현왕의 작위를 내리고, 1만 명의 기병의 대장으로 삼았다.
하지만 묵돌은 이에 그치지 않고 반란을 도모하였다. 묵돌은 소리나는 화살이라는 뜻의 명적(鳴鏑)을 가지고, 자신의 휘하에 있는 1만의 기병을 훈련시켰고 기원전 209년 결국 사냥터에서 묵돌의 공격을 받아 활에 맞아 암살당했다.
| 전임 (알려지지 않음) | 흉노의 선우 기원전 220년 경 ~ 기원전 209년 | 후임 묵돌 선우 |